# Julia Roddar
Julia Elisabeth Roddar (16 febbraio 1992) è una calciatrice svedese, centrocampista del Washington Spirit e della nazionale svedese.

## Carriera

### Club
Il club di partenza di Roddar è stato lo Slätta SK. Successivamente, ha giocato per il Falu Elit DFF prima di passare al Korsnäs IF nel 2007. Nella stagione 2008 Roddar ha giocato 14 partite e ha segnato 10 reti col Korsnäs IF nella Division 3 svedese. All'inizio della stagione 2009 è passata al Kvarnsvedens IK, militante nella Division 1 svedese, ma è tornata al Korsnäs IF nell'estate dello stesso anno.
Alla fine di agosto 2009, Roddar è andata negli Stati Uniti per motivi di studio e ha giocato a calcio nella Shattuck-St. Mary's Football Academy. Dopo un anno al St. Mary's ha scelto di trasferirsi all'Università del Wisconsin-Madison, dove ha giocato 20 partite, e dopo sei mesi ha di nuovo cambiato università, trasferendosi alla Florida Gulf Coast University. Durante i suoi anni trascorsi nella Florida Gulf Coast, ha giocato un totale di 62 partite e segnato quattro gol. Durante la pausa estiva di ogni anno, Roddar è tornata in Svezia e ha giocato per il Kvarnsvedens IK. Nel 2013, invece, ha scelto di giocare i mesi estivi nel Korsnäs IF.
Dopo essersi diplomata nella primavera del 2015, Roddar è tornata in Svezia per giocare nel Kvarnsveden. Ha fatto il suo debutto nella Damallsvenskan, massima serie del campionato svedese, il 17 aprile 2016 nella partita finita per 1-1 contro il Vittsjö GIK.
Il 13 novembre 2017, Julia Roddar è passata al Kopparbergs/Göteborg, firmando un contratto di due anni.
Nel gennaio 2021 si è trasferita negli Stati Uniti per giocare col Washington Spirit.

### Nazionale
Julia Roddar ha debuttato nella nazionale svedese nella partita di qualificazione ai campionati mondiali 2019 contro l'Ungheria a ottobre 2017. In precedenza, aveva rappresentato la Svezia ai livelli Under-19 e Under-17.
Nel maggio 2019, Roddar è stata convocata nella squadra svedese per la Coppa del Mondo 2019.

## Palmarès

### Club
- Campionato svedese: 2

Kopparbergs/Göteborg: 2020
Hammarby: 2023
- Campionato inglese di seconda divisione: 1

London City Lionesses: 2024-2025

### Nazionale
- Argento olimpico: 1

Tokyo 2020